# Sopo Chalwaschi

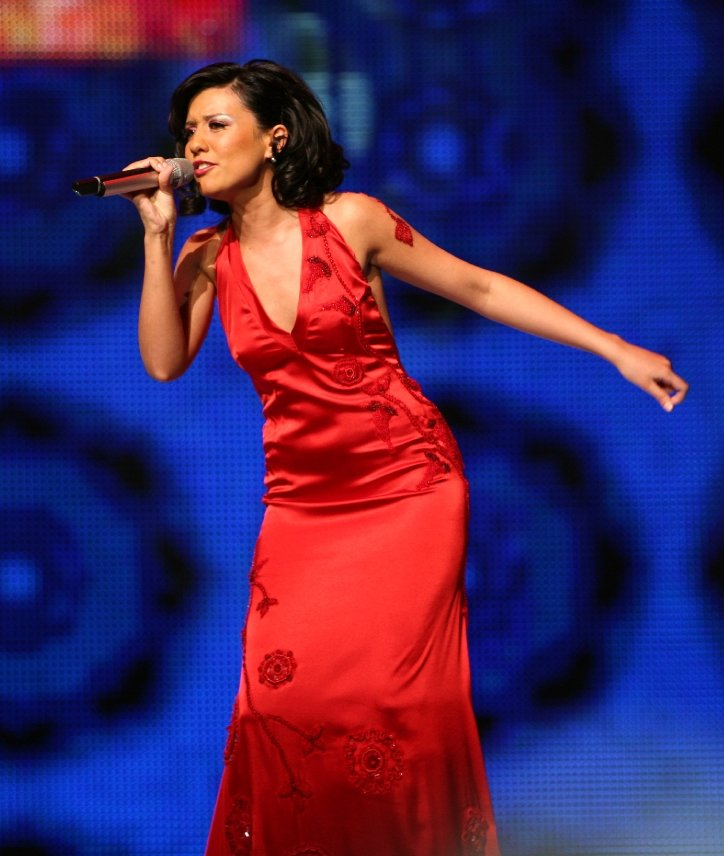
Chalwaschi in Helsinki (2007)

Sopo Chalwaschi (georgisch სოფო ხალვაში ['sɔpʰɔ 'xalvaʃi]; * 31. Mai 1986 in Batumi, Adscharische ASSR, Georgische SSR, Sowjetunion) ist eine georgische Sängerin lasischer Abstammung. Sie vertrat als erste Georgierin ihr Land beim Eurovision Song Contest 2007 (ESC) in Helsinki und erreichte mit ihrem Lied Visionary Dream aus dem Album My Story den 12. Platz im Finale.

## Leben
Sie entstammt einer lasischen Familie und wuchs in Batumi auf. Die Eltern entdeckten früh ihr musikalisches Talent. Sie besuchte die Musikhochschule, studierte Oboe und Klavier, sang Mezzosopran. 2003 und 2004 wurde Chalwaschi bei georgischen Nachwuchswettbewerben mit Preisen für Klavierspiel beziehungsweise Gesang ausgezeichnet. Bei der lettischen Talentshow New Wave 2006 in Jūrmala belegte sie den dritten Platz. Daraufhin schloss sie einen Vertrag mit der russischen Agentur ARS und arbeitete als Moderatorin bei einer Castingshow des georgischen Privatsenders Imedi TV.
Im Dezember 2006 wurde Chalwaschi vom Öffentlichen Rundfunk Georgiens (SSM) ausgewählt, als erste Georgierin am Halbfinale des Eurovision Song Contest 2007 in Helsinki teilzunehmen. Ihr Lied für den Eurovision Song Contest wurde am 3. März 2007 in einer Fernsehabstimmung aus fünf Songs ermittelt. Mit 51 % der Stimmen setzte sich der folkloristische Dance-Pop-Song My Story durch. Er wurde in Helsinki unter dem Titel Visionary Dream aufgeführt. Letzterer ist zugleich der Name eines 2007 veröffentlichten Musikalbums Chalwaschis.
Beim Eurovision Song Contest wurde sie vom ukrainischen PR-Unternehmen CFC gemanagt, das 2004 bereits die ukrainischen ESC-Siegerin Ruslana Lyschytschko betreute. CFC nutzte die Teilnahme Chalwaschis, um Georgien durch Nation Branding als Marke zu etablieren. Die Bühnenshow war deshalb auf die Farben der Flagge Georgiens abgestimmt, im Hintergrund wurden touristische Ansichten des Landes und Zeichen des georgischen Alphabets gezeigt, um die Sängerin herum ein Säbeltanz aufgeführt. Dem georgischen Beitrag gelang es, sich im ESC-Halbfinale am 10. Mai für das zwei Tage später stattfindende Finale zu qualifizieren, wo Chalwaschi den zwölften Platz belegte.

## Diskografie

### Alben
- 2007: Visionary Dream – Promo CD

### Singles
- 2007: Visionary Dream
- 2015: Live in Peace (mit Diana Gurtskaya, Valentina Monetta, Nina Sublatti und Königin Elisabeth II.)

### Videoalben
- 2007: Visionary Dream – Promo DVD